# 다나슈리 카툰
다나슈리 카툰(몽골어: Данашир хатан 또는 답납실리(答納失里)는 1320년-1335년)은 원나라 11대 황제 혜종의 황후(재위: 1333년 ~ 1335년)이다. 킵차크 칸국의 친위대 사령관을 지냈었고, 원나라의 정치가인 우승상이며, 태사(太師)를 지낸 태평왕(太平王) 엘 테무르(燕鐵木兒)의 딸이다. 성은 킵차크 씨(欽察氏) 또는 바야우트 씨(伯岳吾氏). 최종 신분이 서인(庶人: 평민)이었던 탓에 시호는 없다.
당대 실세였던 아버지 엘 테무르의 사후 오빠인 텡기스의 반란에 연루되어 폐위되었으며 궐 밖 사제에서 지내다가 바얀 승상이 보낸 독주(毒酒: 짐독)를 마시고 사망했다.

## 생애
생년은 알려지지 않으며 당대 실세였던 태평왕(太平王) 엘 테무르의 딸로 흠찰부 출신이다. 원 무종때부터 황실과 연관되었던 아버지 엘 테무르는 진종 계열을 몰락시키고, 무종의 아들 문종을 등극시켰다. 그러나 뒤늦게 군사를 이끌고 온 명종에게 문종은 제위를 양보했지만, 갑작스럽게 독살당했다. 엘 테무르는 명종을 독살했다는 의혹을 받았고, 자신의 딸 다나슈리를 명종의 아들 토곤테무르와 혼인시켰지만, 토곤테무르가 명종 독살의 책임을 물을까봐 두려워했다.
어떤 이유에서였는지 그녀는 결혼 후 아이를 낳지 못했다. 1333년(지순 4년·원통 원년) 6월에 혜종이 그녀의 아버지 엘 테무르의 보좌 아래 황제로 어위하였고 다음 달인 7월에 혜종의 원후(元后: 첫 황후)로 출가했다. 1334년(원통 2년)에 책보를 받고 정식 황후로 책립되어 혜종의 제1 황후로 등극했다.
1335년에 오빠 텡기스가 반란에 힙쓸렸다가 친위대 사령관을 맡은 바얀(伯顏)에 의해 사형되었으며, 이로 인해 그녀 역시 폐위되어 출궁되었다. 이후 개평부(開平府: 현 내몽골 자치구 다륜현 서북부)에서 평민으로 지내다가 바얀 승상이 보낸 짐독(鴆毒)으로 사망했다.

## 일화
반란이 진압되자 타라카이는 다나슈리의 황후전으로 숨어들었다. 다나슈리는 타라카이의 목숨을 살려줄 것을 애원하였으나 그가 끌려가는 것을 막을 수 없었다.
10대 초중반의 매우 어린 나이에도 불구하고 성정이 매우 잔악무도했다. 고려인 출신으로 남편의 후궁인 기황후를 질투하여 별 이유 없이 채찍질을 하고 인두로 지지는 등 구타 가혹행위를 일삼았다. 다나슈리가 기황후를 모욕하고 무자비하게 구타한 것은 여러 몽골과 중국 민담, 전설에 전해 내려오고 있다.

## 가계
- 아버지 : 엘 테무르(燕鐵木兒)
  - 오빠 : 텡기스(唐其势)
  - 동생 : 타라카이(塔刺海)
  - 남편 : 원 순제(元 順帝)

## 다나슈리가 등장한 작품
- 《기황후》 (MBC, 월화드라마 2013년~2014년, 배우: 백진희